# Austrothaumalea ramosa
Austrothaumalea ramosa är en tvåvingeart som beskrevs av Sinclair 2008. Austrothaumalea ramosa ingår i släktet Austrothaumalea och familjen mätarmyggor. Inga underarter finns listade.